# La Femme à la vague
La Femme à la vague est un tableau peint en 1868 par Gustave Courbet. Il mesure 65,4 × 54 cm. Il est conservé au Metropolitan Museum of Art à New York.
Les portraits de femmes dans la mer, de Vénus marines, de nymphes, d'ondines ont été pendant une période un thème de la peinture du XIXe siècle, notamment chez les maîtres du genre Alexandre Cabanel et William Bouguereau ou encore chez Paul Baudry.
On ne connaît pas l'identité du modèle, qui aurait aussi posé pour La Femme au perroquet (1866) et La Jeune Baigneuse (1866). Le tableau est exposé au Salon de Gand de 1868, puis au Salon de Bruxelles de 1872.
Cité dans le roman Falaise des fous de Patrick Grainville page 286.